# Teneka
Als Teneka bezeichnet man das Aufziehgewebe für Landkarten, Pläne, Urkunden und alle Papierbögen, die gegen Zerreißen geschützt oder vor weiterem Verfall bewahrt werden sollen.
Es wird flächig auf der Rückseite des zu schützenden Dokumentes aufgeklebt und erhöht damit dessen Stabilität, etwa bei häufig gebrauchten Karten. Das Militär war im Zweiten Weltkrieg einer der größten Abnehmer, da die meisten Lagepläne und Skizzen mit Teneka verklebt wurden, um das Lagern und die Handhabung zu vereinfachen. Heute wird dieses meist aus leimgetränkter Baumwolle bestehende Gewebe außer in Museen und Archiven nur noch selten benutzt. In der Zeit von 1900 bis 1950 fehlte Teneka aber in keinem Büro und war damit der Vorläufer der heutigen Lamination.
Teneka wurde als Marke 1931 von J. H. Krüger gegründet und von der Firma Schacht & Westeich GmbH in Hamburg in verschiedenen Qualitäten, Breiten und Farben hergestellt. Heute ist TENEKA-Folien ein Teil der Firma Drytac Europe Limited.